# Spilogona badia
Spilogona badia este o specie de muște din genul Spilogona, familia Muscidae. A fost descrisă pentru prima dată de Frederick Wollaston Hutton în anul 1901. Conform Catalogue of Life specia Spilogona badia nu are subspecii cunoscute.